# Never Say Die (видео)
Never Say Die — концертное видео группы Black Sabbath. Было записано во время концерта юбилейного тура в июне 1978 года в Лондоне.
Один из самых ранних музыкальных видео релизов в Великобритании. Изначально вышел в форматах VHS и Betamax в 1986 году, в 2004 было выпущено DVD-издание.

## Список композиций
- «Symptom of the Universe»
- «War Pigs»
- «Snowblind»
- «Never Say Die»
- «Black Sabbath»
- «Dirty Women»
- «Rock 'n' Roll Doctor»
- «Electric Funeral»
- «Children of the Grave»
- «Paranoid»

## Участники записи
- Тони Айомми — гитара
- Оззи Осборн — вокал
- Гизер Батлер — бас
- Билл Уорд — ударные